# Aeroportul Regional Shreveport
Aeroportul Regional Shreveport (IATA: SHV, ICAO: KSHV, FAA LID: SHV) este un aeroport din Louisiana, Statele Unite ale Americii ce deservește zona Shreveport. Aeroportul a fost tranzitat în 2020 de 320.220 de pasageri.
Situat la o altitudine de 79 m, aeroportul dispune de 2 piste.

## Infrastructură

### Piste
Aeroportul dispune de 2 piste. Pista 06/24 are suprafața de asfalt și dimensiunile 6.202 picioare × 150 picioare. Pista 14/32 are suprafața de asfalt și dimensiunile 8.350 picioare × 200 picioare. 